# 久世広之
久世 広之（くぜ ひろゆき）は、江戸時代前期の大名。若年寄、老中。下総国関宿藩主。関宿藩久世家初代。武家官位（名乗り）は従四位下大和守。

## 来歴
慶長14年（1609年）、徳川氏の家臣・久世広宣の三男として誕生。
元和8年（1622年）に江戸幕府2代将軍・徳川秀忠の小姓となり、寛永元年（1624年）に3代将軍・徳川家光の小姓となる。寛永3年（1626年）に父の遺領を継いだ兄・広当から下総国海上郡内500石を分与されて分家。寛永12年（1635年）に徒頭、同13年（1636年）に従五位下に叙位され大和守を名乗る。寛永15年（1638年）に小姓組番頭に任じられ、寛永18年（1641年）に4500石加増で都合5000石。正保3年（1646年）には家光に拝謁するため長崎出島から江戸に赴いたオランダ商館館長レイニール・ファン・ツムと会見している。慶安元年（1648年）に5000石加増で都合1万石となり大名に列す。
承応2年（1653年）9月、土屋数直・牧野親成と共に4代将軍徳川家綱の御側となる。万治2年（1659年）に5000石加増で都合1万5000石、寛文2年（1662年）に若年寄になるとさら5000石を加増され都合2万石。寛文3年（1663年）に老中となり従四位下に昇叙。同4年（1664年）にはさらに2万石を加増され都合4万石。寛文6年（1666年）、稲葉正則・阿部忠秋・酒井忠清と共に4老中の連名で諸国山川掟を発令している。寛文9年（1669年）にさらに1万石を加増され、都合5万石で下総国関宿城を拝領した。
延宝7年（1679年）に死去、享年71。遺領は三男の重之が継いだ。墓所は東京都豊島区の本妙寺。

## 系譜
実家
- 父：旗本寄合 久世広宣
- 母：奥原経重女
- 兄：旗本寄合 久世広当
- 妹：旗本 大久保忠当正室

自家
- 正室：下野国宇都宮藩主 戸田忠能養女（実父は旗本戸田忠次）
- 三男：久世重之
- 女子：美濃国苗木藩主 遠山友貞正室
- 女子：上総国佐貫藩主 松平重治正室
- 女子：下野国鹿沼藩主 内田正衆正室
- 養子：久世広次（実父は久世広当）